# Paul S. Walsh
Paul Steven Walsh, né le 15 mai 1955 à Middleton, est un homme d'affaires britannique, président exécutif du groupe McLaren. Il est directeur général de Diageo, la plus grande société de whisky au monde, pendant douze ans entre 2000 et 2013.
Walsh a été critiqué dans la presse pour ce qui était considéré comme sa rémunération excessive, mais a été reconnu pour sa capacité à construire des marques. Il a passé la majeure partie de sa carrière chez Diageo et son précurseur Grand Metropolitan et sa décision la plus notable a été l'acquisition de la société de boissons Seagram, qui a ajouté le rhum Captain Morgan et le whisky canadien Crown Royal à la liste des marques de l'entreprise.
Le mandat de Walsh à la tête de Diageo reflétait étroitement son comportement à la tête de l'activité alimentaire de Pillsbury : vendre des actifs non essentiels tels que Burger King et commercialiser de manière agressive un certain nombre de marques « de base ». Il a été discipliné en ce qui concerne les prix payés pour l'acquisition d'actifs et vers la fin de sa carrière chez Diageo, il a accru l'exposition de l'entreprise aux marchés en développement tels que l'Inde et la Chine.
En février 2014, Walsh est devenu le président non exécutif de Compass Group, la plus grande entreprise de traiteur au monde. Son rôle de conseiller chez Diageo a pris fin en septembre 2014.

## Jeunesse
Paul S. Walsh nait à Middleton et grandit dans l'ancienne ville industrielle (en) de Chadderton, dans le nord-ouest de l'Angleterre, . Fils unique d'Arthur et d'Anne Walsh, son père est un tuyauteur qui dirigera plus tard une petite entreprise de génie thermique (en), et sa mère est femme au foyer. Il pense qu'il a hérité son éthique de travail de son père, ses compétences organisationnelles de sa mère et sa confiance de ses deux parents, qu'il a décrit comme « stricts » mais « aimants », . Son arrière-grand-père ayant immigré d'Irlande, il porte donc le nom de famille classique irlandais de Walsh.
Il fait ses études dans l'établissement d'enseignement secondaire (en) local, la Royton and Crompton School (en) suivie de l'Oldham College (en), . Il aspire d'abord à devenir pilote de chasse après avoir été influencé par son « héros », un professeur de mathématiques qui avait été dans la Royal Air Force pendant la Seconde Guerre mondiale. Il obtient sa licence de pilote, mais échoue à l'examen médical pour piloter des avions de chasse en raison d'un daltonisme.
Il suit alors un diplôme en alternance en comptabilité et en économie à l'école polytechnique de Manchester en 1973, avec un stage dans l'exploitation de boissons non alcoolisées du Co-operative Group. Il n'aimait pas la comptabilité, mais estimait que cette compétence constituerait une bonne porte d'entrée vers les affaires. Il déménage à Londres pour travailler pour International Computers Limited, puis pour l'American Eaton Corporation, un fabricant d'équipements industriels, dont il dit avoir appris une « attitude positive ».

## Carrière

### Grand Metropolitan
Paul S. Walsh rejoint le conglomérat immobilier et brassicole Grand Metropolitan (Grand Met) basé à Londres en 1982 en tant que planificateur financier et chargé de clientèle pour leur division brassicole Watney, Mann & Truman (en) et en 1984-1985, à sa demande, il passe à un poste de vente et de marketing. En 1986, il devient le directeur financier (CFO) de la division brassicole, où il a attiré l'attention du président de Grand Met, Allen Sheppard (en), après avoir réformé le système d'information financière, .
En 1987, il déménage à New York pour devenir directeur financier de la division Intercontinental Hotels de Grand Met forte de 100 propriétés. Là, il est chargé d'acquérir des propriétés, mais étant arrivé au sommet de ce qu'il a identifié comme une bulle immobilière, il a fait valoir qu' « à ce prix, nous devrions vendre, pas acheter ». Walsh pensait également que le groupe hôtelier utilisait une quantité excessive de fonds de roulement. En 1988, il aide à négocier la vente de la chaîne pour 2,3 milliards de dollars en espèces (un ratio cours / bénéfice de 52) au groupe Saison, dans ce qu'il a décrit plus tard comme « l'affaire de la décennie », , . Même avant l'éclatement de la bulle, il est suggéré que la société japonaise payait trop cher pour la chaîne ; un analyste a décrit leur évaluation d'Intercontinental comme « hors normes ». Saison a vendu la chaîne en 1998 pour 2,8 milliards de dollars, après y avoir ajouté 87 hôtels supplémentaires.

À la suite de la cession, Walsh rejoint la division alimentaire de Grand Met, dont le siège est aux États-Unis, en tant que directeur financier. En 1989, Grand Met a utilisé le produit de la vente d'Intercontinental pour lancer une prise de contrôle hostile de Pillsbury, propriétaire des marques Green Giant et Häagen-Dazs, pour 5,7 milliards de dollars. L'offre de Grand Met a été considérée par les analystes comme généreuse pour une entreprise en difficulté qui sous-performait dans son secteur. Walsh a par la suite admis avoir surévalué la division des légumes Green Giant, . Grand Met tentait de se diversifier et était attiré par les marques de Pillsbury, qui, selon eux, détenaient un potentiel sous-exploité de croissance internationale. Écrivant dans Businessweek, Mark Maremont (en) a accusé Pillsbury d'être « laxiste » dans l'exploitation du potentiel de Häagen-Dazs à l'étranger. Walsh a dit :

« Nous pensions que Pillsbury avait des marques puissantes, mais elle s'était en quelque sorte égarée. Nous avons senti que nous pouvions tirer parti de ses marques et de ses technologies. Ils avaient sous-financé leur R&D et fait un certain nombre de choses pour faire le chiffre. La réduction des coûts est un mode de vie, mais vous devez en être responsable. Vous devez protéger la graine aujourd'hui parce que ce sera l'arbre qui portera ses fruits à l'avenir. Je ne pense pas que Pillsbury ait fait cela. »
En janvier 1992, Walsh est nommé directeur général de Pillsbury, en plus de son poste de directeur financier de la division alimentaire de Grand Met. Un profil de Star Tribune le décrit comme « un garçon prodige [avec] des traits d'audace, de curiosité et de magie financière ». Walsh a identifié les différentes divisions de Pillsbury comme mal intégrées et a limité leur indépendance pour les rendre plus responsables vis-à-vis du siège social. Il a également beaucoup investi dans la recherche et le développement, la technologie, les systèmes informatiques et le marketing.
Concentrant l'entreprise sur les aliments de consommation, en 1994, il vend l'entreprise d'aliments pour animaux de compagnie Alpo (en) à Nestlé pour 510 millions de dollars en espèces. En février 1995, il a participé à la prise de contrôle amicale par Grand Met de Pet, Inc. (en), les fabricants d'aliments tex-mex de marque Old El Paso, pour 2,6 milliards de dollars. Un certain nombre d'analystes craignaient à l'époque que Grand Met ait trop payé pour l'entreprise et s'endette trop, mais Walsh a défendu l'acquisition, arguant que « nous payons un prix équitable pour des marques attrayantes », ajoutant qu'il avait foi dans la poursuite de la croissance du secteur alimentaire tex-mex. En octobre 1995, il a rejoint le conseil d'administration de Grand Met et a assumé la responsabilité supplémentaire des opérations alimentaires européennes du groupe basées à Paris. Il sera nommé directeur et président de Pillsbury en 1996. Investors Chronicle (en) a décrit Pillsbury comme « bien géré » sous sa direction et Walsh a été crédité d'avoir redynamisé l'entreprise avec des bénéfices d'exploitation passant de 250 millions de dollars à 660 millions de dollars entre 1992 et 1996.

### Diageo
En 1997, Grand Met a fusionné avec l'entreprise de boissons Guinness, pour former Diageo. En 1999, Walsh revient en Angleterre, et est élu directeur général de Diageo en janvier 2000, et PDG en septembre 2000. Il reprend une entreprise qui stagnait depuis sa fusion trois ans plus tôt, et que The Economist jugeait « médiocre ». À la tête de Diageo, il a transformé l'entreprise de biens de consommation en une entreprise rationalisée de boissons haut de gamme. Walsh a dit :
« Alors que Diageo avait des positions dans les boissons, ce leadership était marginal - le capital n'était pas illimité. Mon point de vue, soutenu par des collègues du conseil d'administration, était que nous devrions nous concentrer là où nous pouvons être un leader mondial. Nous ne pouvions pas aspirer à cela dans la nourriture - cette place a été prise par les Unilever, les Nestlé et les Kraft de ce monde - mais nous pouvions occuper cette position dans les boissons haut de gamme. »
Walsh identifie les boissons comme l'activité centrale de Diageo et commence à vendre des actifs qui ne correspondaient pas à ce modèle. Il vend Pillsbury à General Mills en 2001 pour 10,1 milliards de dollars et Burger King à la société de capital-investissement Texas Pacific Group en 2002 pour 1,5 milliard de dollars. Dans une stratégie visant à renforcer les ventes de boissons de Diageo, en 2001, il a acquis l'activité boissons Seagram de Vivendi Universal en collaboration avec Pernod Ricard pour 8,2 milliards de dollars, une action qui a ensuite été créditée du recentrage et de la redynamisation de Diageo, . À l'époque, les analystes ont suggéré que Walsh avait surpayé et que Pernod Ricard avait pris le contrôle des meilleures marques. Bien qu'ayant conclu une alliance avec Pernod afin d'éviter les problèmes de réglementation, Diageo a tout de même été contraint de céder la marque Malibu Rum après l'acquisition de Captain Morgan. Walsh a défendu l'accord sur la base des économies d'efficacité et du fait que l'accord était presque entièrement financé par la vente de Pillsbury. De l'acquisition, il dit :
« Nous avons conclu cet accord avec Seagram et leur avons forcé la main très rapidement alors que nos concurrents essayaient encore de se ressaisir. Si vous regardez ce que nous avons payé, cela restera dans l'histoire comme l'affaire du siècle. C'était un prix total de 8,1 milliards de dollars dont notre part était d'environ 5,6 milliards de dollars et il était à l'équilibre des bénéfices économiques à la fin de la deuxième année. Il a produit des rendements phénoménaux. Si vous regardez l'acquisition d'Allied Domecq par Pernod, c'est 30% plus élevé à plusieurs termes et vous n'obtenez pas une aussi bonne collection de marques. »
L'accord avec Seagram a cimenté la décision de Diageo de se concentrer sur les boissons et a renforcé sa position de leader sur le marché clé des États-Unis en ajoutant le rhum Captain Morgan et le whisky canadien Crown Royal au portefeuille de produits de l'entreprise.
Walsh a annoncé son intention de développer Diageo en gagnant des parts de marché auprès des fabricants de vin et de bière, en introduisant de nouveaux produits innovants et en réduisant les coûts.
Inspiré par le succès de Smirnoff Ice, Walsh investit massivement dans les produits prêts à boire (en), appelés « alcopops » par la presse britannique. Cependant, à l'exception de Smirnoff Ice, aucun des nouveaux produits développés par Diageo n'a pu s'imposer sur le marché, et la tendance alcopop a rapidement été qualifiée de « mode » par les médias. Certains de ces échecs se sont avérés coûteux, dont Captain Morgan Gold qui a fait perdre 24 millions de livres sterling à la société en 2002.
Diageo a acquis la marque et la distillerie de whisky irlandais Bushmills de Pernod Ricard pour 295 millions d'euros en 2005, et en 2008, Diageo a acquis une participation de 50% dans la marque Ketel One (en) pour 900 millions de dollars américains.
Walsh a reçu un doctorat honorifique de l'Université Heriot-Watt en 2009.
En 2011, il a menacé de déplacer le siège social de Diageo hors du Royaume-Uni, à la suite de l'introduction d'un taux d'imposition sur le revenu de 50 % pour les hauts revenus. Il a déclaré :
« Je pense que le taux d'imposition de 50 % conduira à des dommages à long terme de l'avantage concurrentiel de cette nation. »
En 2012, Walsh a de nouveau critiqué le gouvernement Cameron, suggérant que les Jeux olympiques de Londres auraient dû être suivis d'une augmentation des dépenses d'infrastructure pour lutter contre le chômage.
En mai 2013, Walsh a annoncé qu'il quitterait ses fonctions de président de Diageo en septembre, mais qu'il resterait dans l'entreprise en tant que conseiller jusqu'en juin 2014 pour faciliter le processus de transition.

### Réception et évaluation
Walsh a parlé à plusieurs reprises de la nécessité pour les entreprises d'être véritablement socialement responsables.
Sous sa direction, Diageo a pris soin de « gérer en fonction de la valeur » et d'éviter de surpayer les actifs. Selon Nick Goodway de The Independent, Walsh « a été rusé en permettant à d'autres de soumissionner pour les très grands rivaux, puis de reprendre les marques qui se retirent de ces accords à moindre coût ». Walsh a été critiqué pour sa décision de quitter le marché indien des spiritueux en 2002 en cédant le Green Label de Gilbey (en), une stratégie qu'il a renversée en 2012 avec la prise de participation dans United Spirits. David Wighton a commenté dans le Times que l'acquisition de United Spirits par Diageo avait vu le propriétaire de l'entreprise, Vijay Mallya, « complètement déjoué par un rival rusé prêt à jouer le long jeu ». William Hopper (en), ancien directeur de la banque d'affaires Morgan Grenfell (en), a décrit Walsh comme un « compteur de haricots (en) » et a critiqué le montant de son salaire. En 2012, l'un des principaux actionnaires de Diageo a déclaré : « Nous avons une vision très, très positive de cette société et de Paul Walsh également. Nous n'avons aucun problème avec son salaire. »

### Autres responsabilités
En plus de ses responsabilités chez Diageo, Walsh est administrateur non exécutif (en) de FedEx Corporation depuis 1996, d'Unilever depuis 2009 et d'Avanti Communications (en) depuis 2012, , . De 1991 à 2007, il a été administrateur non exécutif de Control Data Corporation et sa société remplaçante Ceridian (en). Il a siégé au conseil d'administration de General Mills de 2000 à 2004, démissionnant après que Diageo a réduit sa participation dans l'entreprise et a été directeur non exécutif de la société énergétique Centrica de mars 2003 à mai 2009. Il est l'ancien président des gouverneurs du Henley Management College (en). Il est devenu membre du conseil de la Scotch Whisky Association (en) en 2001 et en a été le président de 2008 à 2011,  pour, en 2012, être nommé membre du Business Advisory Group de David Cameron et en août 2013, rejoindre le conseil d'administration de United Spirits.

## Vie personnelle
Walsh a été décrit par Philippe Naughton dans The Times comme « grand, bedonnant, chauve et trapu ... [avec] une confiance robuste qui se dégage de tous les pores... un mancunien bluffant dont l'humour macho masque une nature farouchement compétitive. » Il prétend mener une vie « relativement modeste » dominée par le travail. Chez Diageo, il a passé environ la moitié de son temps dans divers pays étrangers, totalisant plus de 8 millions de kilomètres par les airs.
En 1978, Walsh a rencontré Nicolette, dite Nikki, née à Manchester. Ils se sont mariés en 1980, ont un fils, Dean Paul Walsh, et se sont séparés en 2006.
En octobre 2012, il a été rapporté que Walsh était fiancé à sa petite amie de longue date Julie Lewis, une responsable des relations publiques, et ils se sont mariés en mai 2013.
Walsh est l'un des hommes d'affaires les mieux payés de Grande-Bretagne, gagnant 11,2 millions de livres sterling entre juin 2011 et juin 2012 grâce à son travail chez Diageo. Il vit près de Horsham dans le West Sussex et détient une participation minoritaire dans un ranch de gibier de 2 400 acres (971 ha) en Afrique du Sud, où il aime la chasse au gros gibier (en).